# Lucius Venuleius Montanus Apronianus
Lucius Venuleius Montanus Apronianus (fl. I secolo) è stato un senatore romano del I secolo.
Fu console suffetto per il nundinium da gennaio ad aprile 92 d.C. con Qunintus Volusius Saturninus, in sostituzione dell'imperatore Domiziano.
I Venuleii erano, nelle parole di Ronald Syme, "una famiglia eminente e opulenta di Pisae". Syme ipotizzò che il padre di Apronianus potesse essere Lucius Montanus, proconsole di Bitinia e Ponto nei primi anni del regno di Nerone; sua speculazione fu confermata dalla corretta comprensione di una serie di iscrizioni da Pisa, che fornivano il nome del padre di Apronianus come Montanus e il nome di sua madre come Laetilla. Il fatto che Apronianus fu cooptato nei Fratelli Arval nell'80, lo rende unico nella sua generazione per essere l'unico membro conosciuto di quel sacerdozio il cui padre era senatore.
In un articolo pubblicato nel 1968, Syme ha suggerito che egli possa essere identificato come il altrimenti sconosciuto Montanus, a cui Plinio il Giovane scrisse due lettere (Epistulae VII.29, VIII.6) lamentando un'iscrizione stabilita dal Senato in elogio di Pallas, il liberto di Claudio, che entrambi detestavano.
Apronianus potrebbe essere il proconsole dell'Acaia dell'89/90, attestato in un'iscrizione di cui si perde il nome: secondo gli Acta Arvalia, fu assente dalle loro cerimonie dal giugno 90 al novembre 91. Potrebbe anche essere stato adlato alla classe patrizia da Vespasiano.
Si sa che il nome di sua moglie era Celerina; non si sa se avesse figli. Sebbene Syme credesse che Lucius Venuleius Apronianus Octavius Priscus, console 123, fosse forse suo figlio, Schied ha dimostrato che questo è poco probabile.